# 陳琳 (歌手)
陳 琳（チェン・リン、1970年1月31日 - 2009年10月31日）は、中国の重慶市出身の歌手。
四川省舞踊学院を卒業後、曲芸団に所属していたが、1992年に歌手を目指して北京市へと移った。1993年にリリースしたファーストアルバムは150万枚もの売り上げを記録した。
2009年10月31日、北京市内にて飛び降り自殺を図り死亡。39歳だった。

## アルバム
- 『你的柔情我永远不懂』（1993年）
- 『害怕爱上你』（1996年）
- 『女人』（1997年）
- 『陈琳』（2000年）
- 『爱就爱了』（2001年）
- 『不想骗自己』（2003年）
- 『13131』（2005年）